# بروسونتة كورزية
بروسونتة كورزية (الاسم العلمي:Broussonetia kurzii) هي نوع من النباتات تتبع جنس البروسونتة من الفصيلة التوتية.